# لويز غلوفر
لويز غلوفر (بالإنجليزية: Louise Glover)‏ (و. 1983  م) هي عارضة، وبلاي بوي بلاي ميت، ومتسابقة ملكة الجمال بريطانية.

## التعليم
تعلمت في St Helens College ‏.

## وصلات خارجية
- لويز غلوفر على موقع IMDb (الإنجليزية)
- لويز غلوفر على موقع ميوزك برينز (الإنجليزية)

- لويز غلوفر في قاعدة بيانات الأفلام على الإنترنت